# オッソー・イラティ
オッソー・イラティ Ossau Iratyはバスク地方からベアルン地方を原産とするフランスのセミ・ハードタイプのチーズである。羊乳を原料とする。フランスのAOC、ヨーロッパのAOPに認定されている。名前のオッソーはオッソーの谷から、そしてイラティはバスク地方の森、イラティの森を由来とする。
原料の乳をとる羊はベアルン地方ではバスコ・ベアルネーズ種、バスク地方ではマエーシュ種（マネッシュ種）。熟成期間は小さいものは2ヶ月、大きいものは3ヶ月以上。
表皮はベージュからオレンジがかった黄色から灰色など様々で、味はくせがなく甘味も感じられるとされる。
1世紀の詩人がトゥールーズの市場で売っていたと言及しているピレネー産のチーズや16世紀の文献に記載が見られるチーズと、本項のオッソー・イラティの関連性も指摘されている。
AOC認定は1980年に受けている。